# College Football Saison 2021
Die College Football Saison 2021 war die 152. Saison im College Football in der National Collegiate Athletic Association (NCAA). Vom 28. August 2021 bis zum 11. Dezember 2021 wurde die Regular Season ausgetragen. Die Postseason begann am 18. Dezember 2021 und endete am 10. Januar 2022 mit dem College Football Playoff National Championship Game im Lucas Oil Stadium in Indianapolis, Indiana.

## Offseason

### Conference Wechsel
| Teams                     | Alte Conference                      | Neue Conference |
| ------------------------- | ------------------------------------ | --------------- |
| UConn Huskies             | American Athletic Conference         | FBS Independent |
| Notre Dame Fighting Irish | Atlantic Coast Conference (nur 2020) | FBS Independent |

### Regeländerungen
Für die Saison 2021 wurden von der NCAA unter anderem folgende Regeländerungen beschlossen:
- In der Verlängerung müssen die Teams bereits in der zweiten Overtime eine Two-Point Conversion versuchen. Ab der dritten Overtime müssen die Teams abwechselnd eine Two-Point Conversion versuchen, um den Sieger zu ermitteln. Am 23. Oktober 2021 wurde beim 20:18-Sieg von Illinois gegen Penn State ein Rekord mit neun Overtimes aufgestellt.[4]
- Sollte eine Entscheidung durch ein Review geändert werden, wird die Uhr nur in den letzten zwei Minuten der ersten Halbzeit und in den letzten fünf Minuten der zweiten Halbzeit korrigiert.

## Regular Season

### Kickoff-Spiele
In Woche 1 fanden acht Kickoff-Spiele an einem Austragungsort statt (Ranking des AP-Poll vor Woche 1):
| Datum        | Spiel                    | Austragungsort                                    | Teams                           | Ergebnis                              |
| ------------ | ------------------------ | ------------------------------------------------- | ------------------------------- | ------------------------------------- |
| 1. September | Montgomery Kickoff       | Cramton Bowl Montgomery, Alabama                  | UAB Jacksonville State          | UAB 31 Jacksonville State 0           |
| 2. September | Duke’s Mayo Classic      | Bank of America Stadium Charlotte, North Carolina | Appalachian State East Carolina | Appalachian State 33 East Carolina 19 |
| 4. September | Chick-fil-A Kickoff Game | Mercedes-Benz Stadium Atlanta, Georgia            | 1 Alabama 14 Miami (FL)         | Alabama 44 Miami (FL) 13              |
| 4. September | Duke’s Mayo Classic      | Bank of America Stadium Charlotte, North Carolina | 5 Georgia 3 Clemson             | Georgia 10 Clemson 3                  |
| 4. September | Allstate Kickoff Classic | AT&T Stadium Arlington, Texas                     | Kansas State Stanford           | Kansas State 24 Stanford 7            |
| 4. September | Texas Kickoff            | NRG Stadium Houston, Texas                        | Texas Tech Houston              | Texas Tech 38 Houston 21              |
| 4. September | Vegas Kickoff Classic    | Allegiant Stadium Paradise, Nevada                | BYU Arizona                     | BYU 24 Arizona 16                     |
| 6. September | Chick-fil-A Kickoff Game | Mercedes-Benz Stadium Atlanta, Georgia            | Ole Miss Louisville             | Ole Miss 43 Louisville 24             |

### Top-10-Spiele
Im Rahmen der Regular Season kam es insgesamt zu neun Top-10 Spielen. In den ersten neun Wochen wird der AP-Poll, ab Woche 10 das College Football Playoffs Ranking betrachtet.
| Spielwoche | Teams                                         | Ergebnis                       |
| ---------- | --------------------------------------------- | ------------------------------ |
| Woche 1    | 5 Georgia (0–0) 3 Clemson (0–0)               | Georgia 10 Clemson 3           |
| Woche 2    | 10 Iowa (1–0) at 9 Iowa State (1–0)           | Iowa 27 Iowa State 17          |
| Woche 5    | 8 Arkansas (4–0) at 2 Georgia (4–0)           | Arkansas 0 Georgia 37          |
| Woche 5    | 7 Cincinnati (3–0) at 9 Notre Dame (4–0)      | Cincinnati 24 Notre Dame 13    |
| Woche 6    | 4 Penn State (5–0) at 3 Iowa (5–0)            | Penn State 20 Iowa 23          |
| Woche 9    | 6 Michigan (7–0) at 8 Michigan State (7–0)    | Michigan 33 Michigan State 37  |
| Woche 12   | 7 Michigan State (9–1) at 4 Ohio State (9–1)  | Michigan State 7 Ohio State 56 |
| Woche 13   | 2 Ohio State (10–1) at 5 Michigan (10–1)      | Ohio State 27 Michigan 42      |
| Woche 13   | 10 Oklahoma (10–1) at 7 Oklahoma State (10–1) | Oklahoma 33 Oklahoma State 37  |

### Conference Championship Spiele
| Conference | Datum       | Austragungsort                                    | Teams                                           | Ergebnis                           |
| ---------- | ----------- | ------------------------------------------------- | ----------------------------------------------- | ---------------------------------- |
| C-USA      | 3. Dezember | Alamodome San Antonio, Texas                      | Western Kentucky (8–4) at UTSA (11–1)           | Western Kentucky 41 UTSA 49        |
| Pac-12     | 3. Dezember | Allegiant Stadium Paradise, Nevada                | 17 Utah (9–3) 10 Oregon (10–2)                  | Utah 38 Oregon 10                  |
| AAC        | 4. Dezember | Nippert Stadium Cincinnati, Ohio                  | 21 Houston (11–1) at 4 Cincinnati (12–0)        | Houston 20 Cincinnati 35           |
| ACC        | 4. Dezember | Bank of America Stadium Charlotte, North Carolina | 15 Pittsburgh (10–2) 16 Wake Forest (10–2)      | Pittsburgh 45 Wake Forest 21       |
| Big Ten    | 4. Dezember | Lucas Oil Stadium Indianapolis, Indiana           | 2 Michigan (11–1) 13 Iowa (10–2)                | Michigan 42 Iowa 3                 |
| Big 12     | 4. Dezember | AT&T Stadium Arlington, Texas                     | 5 Oklahoma State (11–1) 9 Baylor (10–2)         | Oklahoma State 16 Baylor 21        |
| MAC        | 4. Dezember | Ford Field Detroit, Michigan                      | Northern Illinois (8–4) Kent State (7–5)        | Northern Illinois 41 Kent State 23 |
| MW         | 4. Dezember | Dignity Health Sports Park Carson, Kalifornien    | Utah State (9–3) at 19 San Diego State (11–1)   | Utah State 46 San Diego State 13   |
| SEC        | 4. Dezember | Mercedes-Benz Stadium Atlanta, Georgia            | 1 Georgia (12–0) 3 Alabama (11–1)               | Georgia 24 Alabama 41              |
| Sun Belt   | 4. Dezember | Cajun Field Lafayette, Louisiana                  | Appalachian State (10–2) at 24 Louisiana (11–1) | Appalachian State 16 Louisiana 24  |

## Bowl Spiele
Ursprünglich sollte es in der Postseason 41 Bowls für 82 FBS-Teams geben. Um an einem Bowl teilnehmen zu dürfen, muss ein Team eine ausgeglichene oder positive Bilanz am Ende der Saison haben. Sollten nicht genug Mannschaften die Bedingungen erfüllen, dürfen auch Teams mit einer negativen Bilanz eingeladen werden. Am 2. Dezember 2021 verkündete die NCAA ein 42. Bowl Game, wodurch jedes Team mit mindestens sechs Siegen für einen Bowl berechtigt war. Dadurch konnten die Hawaii Rainbow Wahine trotz einer negativen Bilanz von 6–7 an einem Bowl teilnehmen.
Auf Grundlage des College Football Playoffs Ranking qualifizieren sich die Top-4-Teams zu den Halbfinals, 2021 dem Cotton Bowl Classic und dem Orange Bowl, der Playoffs. Die jeweiligen Gewinner erreichen dann das 42. Bowl-Spiel für FBS-Teams, das College Football Playoff National Championship Game. Ebenfalls sind die Halbfinals Teil der New Year Six Bowls, zu denen jeder Champion der Power-Five-Conferences sowie mindestens ein Teams aus den Group-of-Five-Conferences eingeladen wird.

### Bowl-Berechtigungen
Von den 130 an der Saison teilnehmenden Teams waren 84 zu einer Bowl-Teilnahme berechtigt. Die Zahl der berechtigten Teams stimmte somit mit der Zahl der verfügbaren Bowl-Plätze überein, wodurch alle Teams mit einer Berechtigung eine Einladung zu einem Bowl erhielten.

#### Bowl-berechtigte Mannschaften
- AAC (7): Cincinnati, East Carolina, Houston, Memphis, SMU, Tulsa, UCF
- ACC (10): Boston College, Clemson, Louisville, Miami (FL), NC State, North Carolina, Pittsburgh, Virginia, Virginia Tech, Wake Forest
- Big Ten (9): Iowa, Maryland, Michigan, Michigan State, Minnesota, Ohio State, Penn State, Purdue, Wisconsin
- Big 12 (7): Baylor, Iowa State, Kansas State, Oklahoma, Oklahoma State, Texas Tech, West Virginia
- C-USA (8): Marshall, Middle Tennessee, North Texas, Old Dominion, UAB, UTEP, UTSA, Western Kentucky
- MAC (8): Ball State, Central Michigan, Eastern Michigan, Kent State, Miami (OH), Northern Illinois, Toledo, Western Michigan
- MW (7): Air Force, Boise State, Fresno State, Hawaii*, Nevada, San Diego State, Utah State, Wyoming
- Pac-12 (6): Arizona State, Oregon, Oregon State, UCLA, Utah, Washington State
- SEC (13): Alabama, Arkansas, Auburn, Florida, Georgia, Kentucky, LSU, Mississippi State, Missouri, Ole Miss, South Carolina, Tennessee, Texas A&M
- Sun Belt (4): Appalachian State, Coastal Carolina, Georgia State, Louisiana
- Independent (4): Army, BYU, Liberty, Notre Dame

* trotz einer negativen Bilanz (6–7) für einen Bowl berechtigt
Vorhandene Bowl-Plätze: 84
Bowl-berechtigte Mannschaften: 84

#### Bowl-unberechtigte Mannschaften
- AAC (4): Navy, Temple, Tulane, USF
- ACC (4): Duke, Florida State, Georgia Tech, Syracuse
- Big Ten (5): Illinois, Indiana, Nebraska, Northwestern, Rutgers*
- Big 12 (3): Kansas, TCU, Texas
- C-USA (6): Charlotte, Florida Atlantic, FIU, Louisiana Tech, Rice, Southern Miss
- MAC (4): Akron, Bowling Green, Buffalo, Ohio
- MW (5): Colorado State, New Mexico, San José State, UNLV
- Pac-12 (6): Arizona, California, Colorado, Stanford, USC, Washington
- SEC (1): Vanderbilt
- Sun Belt (6): Arkansas State, Georgia Southern, Louisiana–Monroe, South Alabama, Texas State, Troy
- Independent (3): New Mexico State, UConn, UMass

* hatte die höchste Academic Progress Rate von allen Teams mit fünf Siegen, wurde deshalb als erstes Team nach der Absage von Texas A&M für den Gator Bowl eingeladen und akzeptierte diese Einladung
Bowl-unberechtigte Mannschaften: 46

### CFP-Ranking
Ab dem 2. November 2021, folgend auf die Spiele in Woche 9, wurde vom College Football Playoff Selection Committee wöchentlich ein Ranking über die Top-25-Mannschaften erstellt. Die endgültige Rangliste wurde am 5. Dezember nach den Conference Championship Spielen veröffentlicht. Die Top-4-Teams qualifizierten sich für die Teilnahme an den College Football Playoffs.
| Platz | Woche 10 2. November    | Woche 11 9. November  | Woche 12 16. November   | Woche 13 23. November  | Woche 14 30. November  | Woche 15 5. Dezember   |
| ----- | ----------------------- | --------------------- | ----------------------- | ---------------------- | ---------------------- | ---------------------- |
| 1     | Georgia (8–0)           | Georgia (9–0)         | Georgia (10–0)          | Georgia (11–0)         | Georgia (12–0)         | Alabama (12–1)         |
| 2     | Alabama (7–1)           | Alabama (8–1)         | Alabama (9–1)           | Ohio State (10–1)      | Michigan (11–1)        | Michigan (12–1)        |
| 3     | Michigan State (8–0)    | Oregon (8–1)          | Oregon (9–1)            | Alabama (10–1)         | Alabama (11–1)         | Georgia (12–1)         |
| 4     | Oregon (7–1)            | Ohio State (8–1)      | Ohio State (9–1)        | Cincinnati (11–0)      | Cincinnati (12–0)      | Cincinnati (13–0)      |
| 5     | Ohio State (7–1)        | Cincinnati (9–0)      | Cincinnati (10–0)       | Michigan (10–1)        | Oklahoma State (11–1)  | Notre Dame (11–1)      |
| 6     | Cincinnati (8–0)        | Michigan (8–1)        | Michigan (9–1)          | Notre Dame (10–1)      | Notre Dame (11–1)      | Ohio State (10–2)      |
| 7     | Michigan (7–1)          | Michigan State (8–1)  | Michigan State (9–1)    | Oklahoma State (10–1)  | Ohio State (10–2)      | Baylor (11–2)          |
| 8     | Oklahoma (9–0)          | Oklahoma (9–0)        | Notre Dame (9–1)        | Baylor (9–2)           | Ole Miss (10–2)        | Ole Miss (10–2)        |
| 9     | Wake Forest (8–0)       | Notre Dame (8–1)      | Oklahoma State (9–1)    | Ole Miss (9–2)         | Baylor (10–2)          | Oklahoma State (11–2)  |
| 10    | Notre Dame (7–1)        | Oklahoma State (8–1)  | Wake Forest (9–1)       | Oklahoma (10–1)        | Oregon (10–2)          | Michigan State (10–2)  |
| 11    | Oklahoma State (7–1)    | Texas A&M (7–2)       | Baylor (8–2)            | Oregon (9–2)           | Michigan State (10–2)  | Utah (10–3)            |
| 12    | Baylor (7–1)            | Wake Forest (8–1)     | Ole Miss (8–2)          | Michigan State (9–2)   | BYU (10–2)             | Pittsburgh (11–2)      |
| 13    | Auburn (6–2)            | Baylor (7–2)          | Oklahoma (9–1)          | BYU (9–2)              | Iowa (10–2)            | BYU (10–2)             |
| 14    | Texas A&M (6–2)         | BYU (8–2)             | BYU (8–2)               | Wisconsin (8–3)        | Oklahoma (10–2)        | Oregon (10–3)          |
| 15    | BYU (7–2)               | Ole Miss (7–2)        | Wisconsin (7–3)         | Texas A&M (8–3)        | Pittsburgh (10–2)      | Iowa (10–3)            |
| 16    | Ole Miss (6–2)          | NC State (7–2)        | Texas A&M (7–3)         | Iowa (9–2)             | Wake Forest (10–2)     | Oklahoma (10–2)        |
| 17    | Mississippi State (5–3) | Auburn (6–3)          | Iowa (8–2)              | Pittsburgh (9–2)       | Utah (9–3)             | Wake Forest (10–3)     |
| 18    | Kentucky (6–2)          | Wisconsin (6–3)       | Pittsburgh (8–2)        | Wake Forest (9–2)      | NC State (9–3)         | NC State (9–3)         |
| 19    | NC State (6–2)          | Purdue (6–3)          | San Diego State (9–1)   | Utah (8–3)             | San Diego State (11–1) | Clemson (9–3)          |
| 20    | Minnesota (6–2)         | Iowa (7–2)            | NC State (7–3)          | NC State (8–3)         | Clemson (9–3)          | Houston (11–2)         |
| 21    | Wisconsin (5–3)         | Pittsburgh (7–2)      | Arkansas (7–3)          | San Diego State (10–1) | Houston (11–1)         | Arkansas (8–4)         |
| 22    | Iowa (6–2)              | San Diego State (8–1) | UTSA (10–0)             | UTSA (11–0)            | Arkansas (8–4)         | Kentucky (9–3)         |
| 23    | Fresno State (7–2)      | UTSA (9–0)            | Utah (7–3)              | Clemson (8–3)          | Kentucky (9–3)         | Louisiana (12–1)       |
| 24    | San Diego State (7–1)   | Utah (6–3)            | Houston (9–1)           | Houston (10–1)         | Louisiana (11–1)       | San Diego State (11–2) |
| 25    | Pittsburgh (6–2)        | Arkansas (6–3)        | Mississippi State (6–4) | Arkansas (7–4)         | Texas A&M (8–4)        | Texas A&M (8–4)        |

Quelle: Offizielle Website der College Football Playoffs

### New Years Six Bowls
| Datum        | Spiel       | Austragungsort                           | Teams                           | Conference             | Ergebnis                        |
| ------------ | ----------- | ---------------------------------------- | ------------------------------- | ---------------------- | ------------------------------- |
| 30. Dezember | Peach Bowl  | Mercedes-Benz Stadium Atlanta, Georgia   | 10 Michigan State 12 Pittsburgh | Big Ten ACC            | Michigan State 31 Pittsburgh 21 |
| 1. Januar    | Fiesta Bowl | State Farm Stadium Glendale, Arizona     | 5 Notre Dame 9 Oklahoma State   | FBS Independent Big 12 | Notre Dame 35 Oklahoma State 37 |
| 1. Januar    | Rose Bowl   | Rose Bowl Stadium Pasadena, Kalifornien  | 6 Ohio State 11 Utah            | Big Ten Pac-12         | Ohio State 48 Utah 45           |
| 1. Januar    | Sugar Bowl  | Caesars Superdome New Orleans, Louisiana | 7 Baylor 8 Ole Miss             | Big 12 SEC             | Baylor 21 Ole Miss 7            |

### College Football Playoffs
| Datum        | Spiel                                               | Austragungsort                           | Teams                  | Conference  | Ergebnis                |
| ------------ | --------------------------------------------------- | ---------------------------------------- | ---------------------- | ----------- | ----------------------- |
| 31. Dezember | Cotton Bowl Classic (Playoff Halbfinale)            | AT&T Stadium Arlington, Texas            | 1 Alabama 4 Cincinnati | SEC AAC     | Alabama 27 Cincinnati 6 |
| 31. Dezember | Orange Bowl (Playoff Halbfinale)                    | Hard Rock Stadium Miami Gardens, Florida | 2 Michigan 3 Georgia   | Big Ten SEC | Michigan 11 Georgia 34  |
| 10. Januar   | College Football Playoff National Championship Game | Lucas Oil Stadium Indianapolis, Indiana  | 1 Alabama 3 Georgia    | SEC SEC     | Alabama 18 Georgia 33   |

|  | Halbfinale (Cotton Bowl Classic und Orange Bowl) | Halbfinale (Cotton Bowl Classic und Orange Bowl) | Halbfinale (Cotton Bowl Classic und Orange Bowl) |  |  | College Football Playoff National Championship Game | College Football Playoff National Championship Game | College Football Playoff National Championship Game |
|  |                                                  |                                                  |                                                  |  |  |                                                     |                                                     |                                                     |
|  |                                                  |                                                  |                                                  |  |  |                                                     |                                                     |                                                     |
|  | 1                                                | Alabama                                          | 27                                               |  |  |                                                     |                                                     |                                                     |
|  | 4                                                | Cincinnati                                       | 6                                                |  |  |                                                     |                                                     |                                                     |
|  |                                                  |                                                  |                                                  |  |  | 1                                                   | Alabama                                             | 18                                                  |
|  |                                                  |                                                  |                                                  |  |  | 3                                                   | Georgia                                             | 33                                                  |
|  | 2                                                | Michigan                                         | 11                                               |  |  |                                                     |                                                     |                                                     |
|  | 3                                                | Georgia                                          | 34                                               |  |  |                                                     |                                                     |                                                     |
|  |                                                  |                                                  |                                                  |  |  |                                                     |                                                     |                                                     |